# ریسک بازار
ریسک بازار در اثر نوسانات قیمت دارایی‌ها در بازار ایجاد می‌شود. اشخاص حقیقی و حقوقی دارایی‌های خود را به صورت‌های مختلف مانند پول نقد، سهام، اوراق قرضه، مسکن، طلا و سایر دارایی‌های با ارزش نگهداری می‌کنند. تمام این دارایی‌ها در معرض تغییرات قیمت قرار دارند، و این نوسانات قیمتی مداوم، عامل اصلی ایجاد ریسک بازار هستند. ریسک بازار که یکی از عوامل اصلی ایجادکننده ریسک می‌باشد، به همراه ریسک اعتباری نقش اصلی را در اکثر ورشکستگی‌ ها ایفا می‌کنند. بحران‌های پیاپی و پیوسته مالی ناشی از ریسک مالی که در دو دهه اخیر در مقاطع مختلف در سطح جهان روی داده‌اند، لزوم مدیریت یک‌پارچه و کمی ریسک مالی با تمرکز بر ریسک بازار و ریسک اعتباری را بیش از پیش مطرح ساخته‌اند.
ریسک نرخ ارز یکی از ریسکهای زیر مجموعه ریسک بازار است که به دلیل تغییرات نرخ ارز روی می‌دهد. اهمیت این ریسک هنگامی افزایش می‌یابد که بخش قابل توجهی از پرتفوی شرکت متشکل از یک ارز یا ارزهای گوناگون بر اساس وضعیت بازار (سبد ارزی) باشد. حالت دیگری که باعث ایجاد ریسک نرخ ارز می‌شود هنگامی روی می‌دهد که بانک مبادلات ارزی قابل توجهی داشته باشد یا اینکه در مورد بانک‌ها، سپرده‌ های ارزی دریافت نموده و همچنین تسهیلات ارزی پرداخت نماید.